# 公共户
公共户是中华人民共和国户籍制度下的一种特殊模式。部分人口因工作或自身原因，导致无法在某地落户或进行户口迁移，但其又有在当地落户、迁户的需求，因此部分地区推出了“公共户”的政策，将其户口落在当地的“公共户”中。“公共户”的概念源自上海市对户籍的属地化管理，2021年1月，北京市首次正式提出设立“公共户”。
按照上海市的实践方法，公共户与普通户口在当地享受同等的的教育、房产交易等权利，唯一的区别在于公共户没有户口簿。公共户在事实上已成为户籍制度取消或改革前的缓冲政策，一定程度上改善了外来务工人口权利和义务与当地居民不对等的情况。

## 社会需求
中华人民共和国的大学毕业生通过考上公务员或入职大型国有企业获得某地户口（原籍并非该地），但因没有住房而暂时落户于集体户口，如果离职，其户口迁出后将难以在当地落户，设立公共户可以较为妥善地解决这类集体户籍人口的去向问题。
二手房交易后，房屋所有权已发生转移，但原房主的户口仍然在该房产中不愿迁出，成为“空挂户”现象，新房主只能将自己的户口也落户到该房产，成为“一房二户”。房产拆迁是根据户籍人数进行补偿款分配，导致出现巨大的利益纠纷。设立公共户后，房产交易完成，房屋权利人可以申请将拒不迁出的原户内人员强制迁出至公共户。

## 各地情况
2011年，上海市公安局发布《关于常住户口“公共户”设立与日常管理工作通知》，开始“人户分离”现象的属地化管理试点工作，并首次提出了公共户的概念。
2020年3月17日，广东省广州市白云区人力资源和社会保障局、住房建设和交通局联合公布《关于白云区完善人才政策的通知》。
2020年12月8日，江苏省公安厅制定《无锡市户籍准入登记规定》。
2020年12月31日，北京市公安局制定了《关于在户籍派出所设立“公共户”的工作意见（征求意见稿）》。
2020年12月31日，山东省人民政府办公厅制定《关于进一步深化户籍管理制度改革促进城乡融合区域协调发展的通知》。
2021年1月4日，河北省雄安新区管理委员会制定《河北雄安新区积分落户办法（试行）》《河北雄安新区居住证实施办法（试行）》。